# À chacun son enfer
À chacun son enfer is een Frans-Duitse film van André Cayatte die werd uitgebracht in 1977.

## Verhaal
Het dochtertje van Madeleine en Bernard Girard is ontvoerd. De doodongeruste moeder richt zich op de televisie rechtstreeks tot de ontvoerders. Ze verklaart zich bereid losgeld te betalen als ze haar kind maar ongedeerd terugkrijgt. Op de plaats van de afspraak vindt ze alleen maar het lijk van haar dochterje terug.

## Rolverdeling
| Acteur              | Personage                    |
| ------------------- | ---------------------------- |
| Annie Girardot      | Madeleine Girard             |
| Bernard Fresson     | Bernard Girard               |
| Hardy Krüger        | commissaris Bolar            |
| Stéphane Hillel     | Michel                       |
| Fernand Ledoux      | de schoonvader van Madeleine |
| Édith Scob          | de 'gekke'                   |
| Astrid Frank        | Sylvie                       |
| Anne-Marie Hanschke | de moeder van Madeleine      |
| Leila Fréchet       | Laurence                     |
| François Perrot     | de televisiedirecteur        |
| Jacques Zanetti     | een bestuurder               |
| Roger Mirmont       | een politieagent             |
| Marius Laurey       | een bewaker                  |
| Jean-Louis Lescène  | een nieuwslezer              |
| Florence Giorgetti  | een secretaresse             |
| Alain Chevallier    | een nieuwslezer              |
| Jean-Paul Tribout   | een televisiereporter        |